# Брати Яхненки і Симиренко
Торговий дім «Брати Яхненки і Симиренки» (рос. Торговый дом «Братья Яхненко и Симиренко») — торгово-промислова компанія часів Російської імперії зі штаб-квартирою в Млієві Київської губернії, яка належала українським династіям промисловців Яхненків та Симиренків.

## Історія
Компанія заснована у Млієві між 1815 та 1820 роками Михайлом, Кіндратом, Степаном Яхненками та Федором Симиренком.
Діяльність фірми розпочалася з того, що акціонери, залучивши кредитні кошти, взяли в оренду два млини у Смілі та розгорнули торгівлю борошном, зерном і полотном. В управлінні компанією було розподілено обов'язки: Федір Симиренко та Степан Яхненко вели діловодство і бухгалтерію, а брати Кіндрат і Терентій Яхненки займалися практичними справами. Згодом компанія відкрила шість магазинів в Одесі, володіла складами у Миколаєві та Севастополі. З розширенням діяльності підприємці стали купцями першої гільдії. Одночасно із торгово-промисловою роботою Яхненки і Симиренко долучалися до благодійницької діяльності.
До кінця І половини ХІХ століття компанія зайнялася торгівлею і виробництвом цукру. Перший цукровий завод фірми відкрився 1843 року в Ташлику та був першим паровим у Російській імперії. Також виробничі потужності розгорнуто в Орловці. У планах промисловців було відкриття рафінадного заводу в Куренівці поблизу Києва, однак міська дума не надала їм на це дозвіл. У 1848 році за сприяння князя Воронцова компанія спорудила та запустила цукровий завод неподалік Млієва, під Городищем, який був найбільшим підприємством профілю у Європі. Там же споруджено цегельний завод. У 1849 році у Млієві розпочав роботу машинобудівний завод Яхненків та Симиренків, на якому в 1851 році споруджено перший пароплав із металевим корпусом «Українець». Завод забезпечував обладнанням та деталями виробничі механізми цукрових заводів.
На підприємствах компанії працювали тільки вільнонаймані працівники. Із розвитком промисловості, підприємці відкривали власні склади і торгові будинки у Києві, Кременчуці, Єлисаветграді, Харкові, Одесі, Москві, Нижньому Новгороді.
Компанія займалася також фінансовою діяльністю, відкривши грошову касу, подібну до сучасних банків, де від населення приймалися депозитні та видавалися кредитні грошові кошти під відсотки. Для службовців та робітників за кошт компанії споруджено цілий житловий квартал у Млієві, плануванням якого займалися французькі архітектори. У містечку працювали крамниці різних напрямків. У 1852 році відкрито лікарню на понад 100 ліжок. Також працювала аптека. В містечку діяв свій театр, бібліотека, паровий млин, лазня. Всюди було газове освітлення. З 1857 року у Млієві діяло приходське училище.
У 1849 році у Млієві гостював, відвідуючи володіння компанії Яхненків та Симиренків, Тарас Шевченко.
З відходом від справ та смертями засновників компанія почала поступово занепадати. У 1876 році збанкрутував основний кредитор компанії — банк Вайнштейна. У 1887 році припинив роботу цукровий завод, а наступного 1888 року діяльність припинили практично всі підприємства, в результаті чого компанія була ліквідована. У 1889 році виробничі споруди компанії Яхненків і Симиренків придбали поміщики Балашови.